# Maria Felder

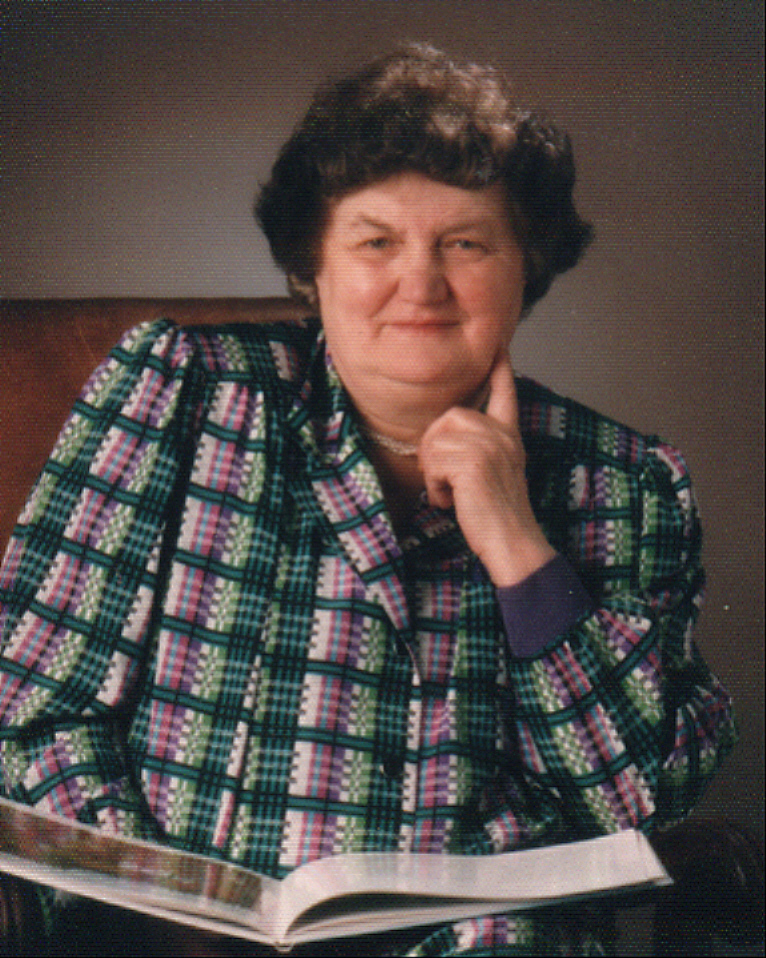
Maria Felder

Maria Felder (* 19. Mai 1925 in Siggen; † 25. Februar 1995 in Aufreute bei Siggen, Gemeinde Argenbühl) war eine deutsche Malerin des bäuerlichen Lebens, des religiösen und ländlichen Brauchtums. Ihre Werke, die der Naiven Malerei zuzurechnen sind, entstanden neben ihrer beruflichen Tätigkeit in der Landwirtschaft.

## Leben und Werk
Auf einem Bauernhof in Aufreute, einem Weiler bei Siggen im Westallgäu, wurde Maria Felder 1925 geboren. Nach der einklassigen Dorfschule von Siggen (1932–1940) besuchte sie bis 1942 die Hauswirtschaftsschule in Eisenharz und anschließend die Hauswirtschaftsschule im Kloster Sießen bei Saulgau. Dazwischen gab es Arbeit auf dem elterlichen Hof und als Aushilfsbedienung in der nahen Stadt Wangen. 1973 malte sie ihr erstes Bild Alpenrosen in Öl für einen Wettbewerb für Freizeitmaler der Kreissparkasse Wangen und erhielt einen Preis. Mit verschiedenen Öl- und Hinterglasbildern und zwei Aufträgen für Kreuzwegstationen begann ihre weitere künstlerische Tätigkeit.
1977 fand eine erste Einzelausstellung in Tettnang statt. Weitere Ausstellungen folgten in Aulendorf, Bad Wurzach, Eglofs, Ellwangen (Jagst), Friedrichshafen, Argenbühl, Immenstaad, Isny, Kißlegg, Kressbronn, Lindau, Nonnenhorn, Riedlingen, Ulm, Wangen im Allgäu, Weingarten, Wolfegg und Hamburg. Im Ausland fanden Ausstellungen in Amriswil (Schweiz), Chicago (USA) und Taiwan statt.
Schwerpunkte bildeten Sonderausstellungen im Schloss Mochental bei Ehingen mit dem Thema Das Pferd in der Kunst des 20. Jahrhunderts mit 11 Hinterglasbildern und der Zyklus Ländliches Leben mit 36 Hinterglasbildern, ausgestellt in der Kreissparkasse Wangen und in Argenbühl. Die Stadt Weingarten war verantwortlich für den Zyklus Weingartener Blutritt mit 24 Hinterglasbildern, auch ausgestellt in St. Gallen (Schweiz). Ein Zyklus von Heiligen ist im Besitz der Gemeinde Argenbühl. Gisela Linder fasste die beiden Zyklen Ländliches Leben und Weingartener Blutritt in Buchform zusammen und schreibt über sie: „Immer wieder verblüfft ihre angeborene Sicherheit im Bildbau, erfreut ihr Farbsinn, entzücken ihre originellen Bildeinfälle. Mit ihnen durchbricht Maria Felder das bloße Nachmalen des bäuerlichen Lebens aus eigener Anschauung und Erinnerung.“
Zahlreich wurden Felders Bilder in Kalendern, Büchern, Zeitschriften und Wochenendbeilagen veröffentlicht. Viele sind in Privatbesitz in Deutschland, der Schweiz, in Schweden, Norwegen, Südafrika, Syrien und in den USA.
Maria Felder starb 1995 in Aufreute bei Siggen (Argenbühl).

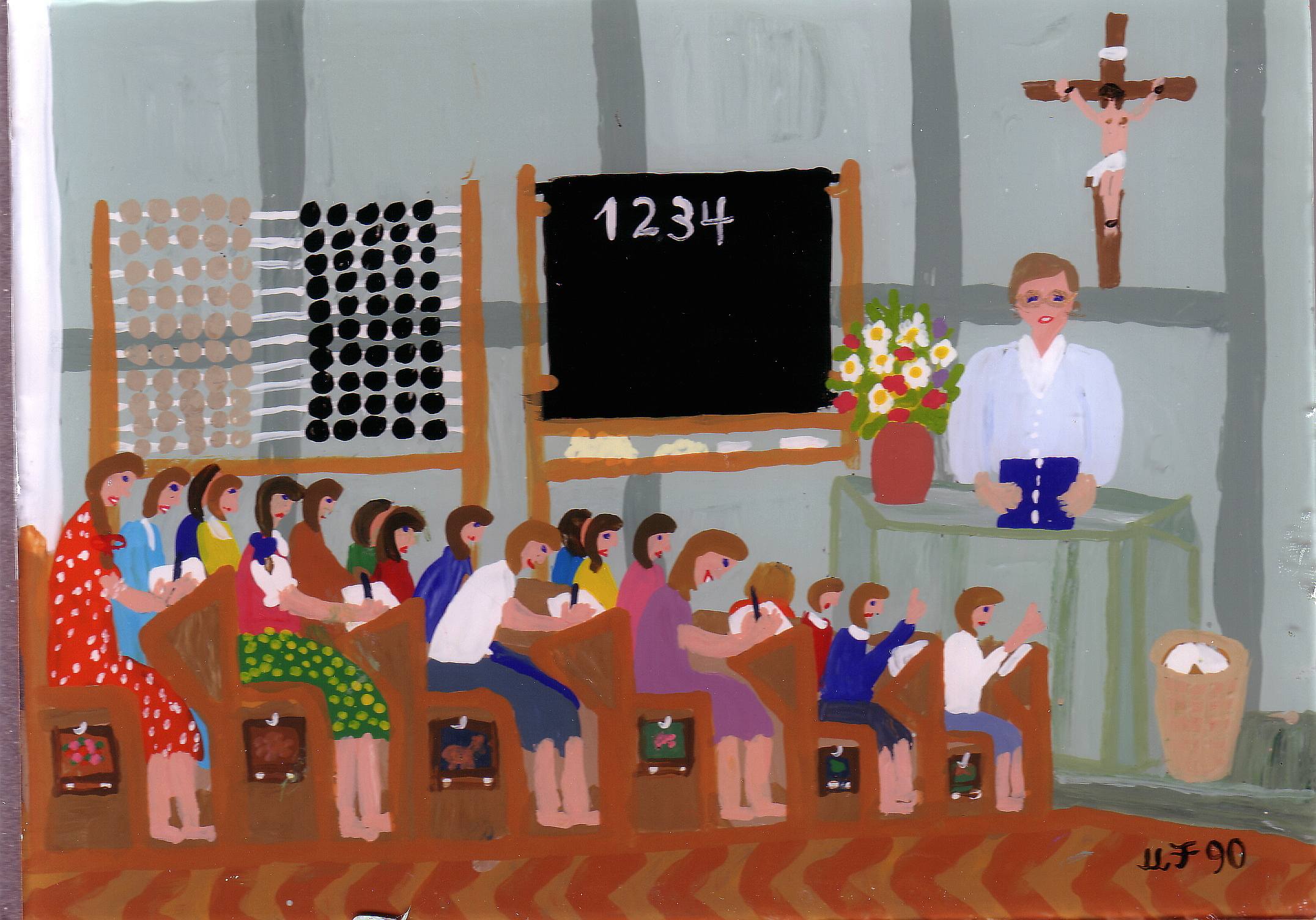
Schule in Siggen mit Frau Speckle, Privatbesitz
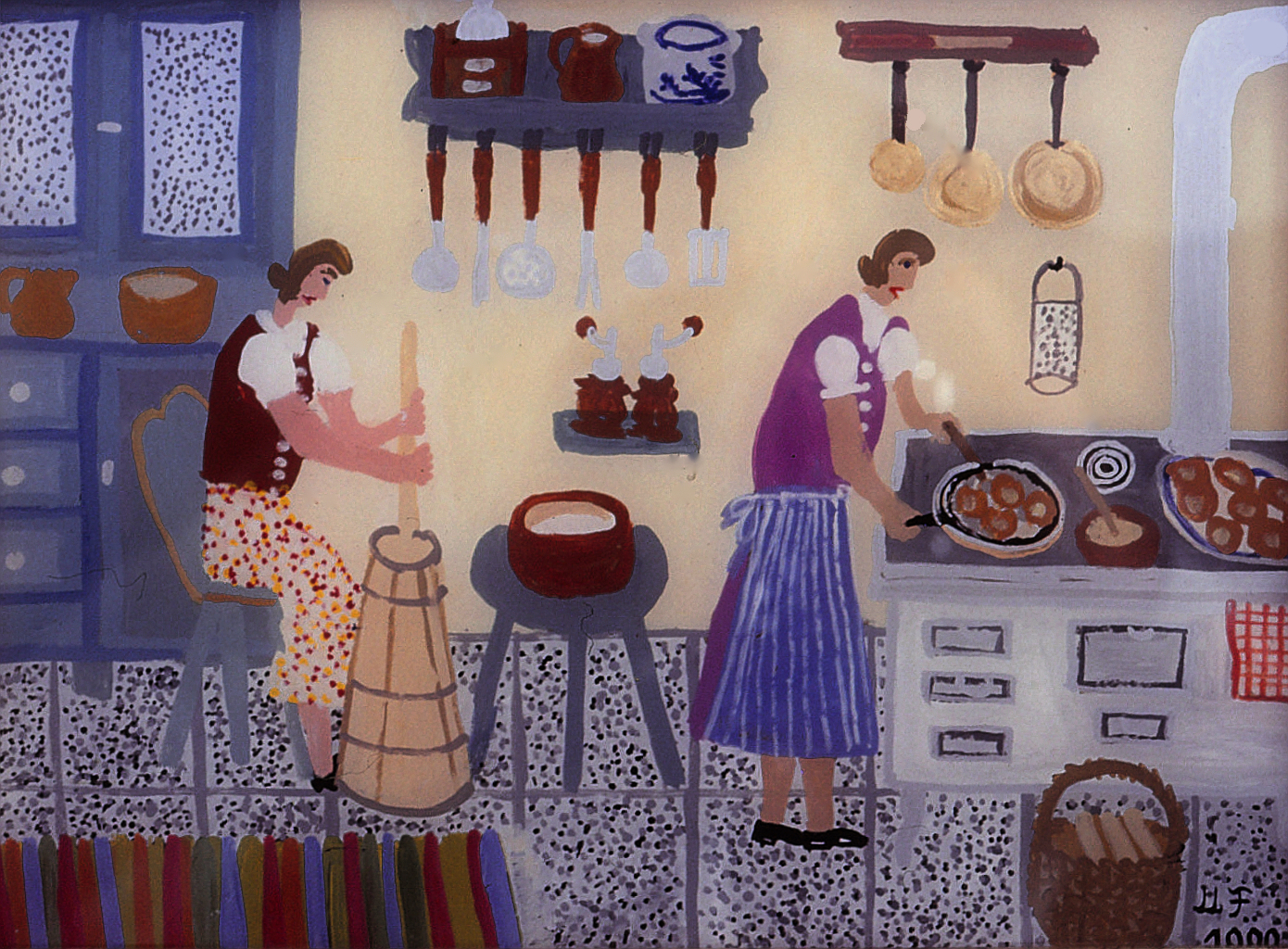
Küchenarbeit, Kreissparkasse Ravensburg, Wangen
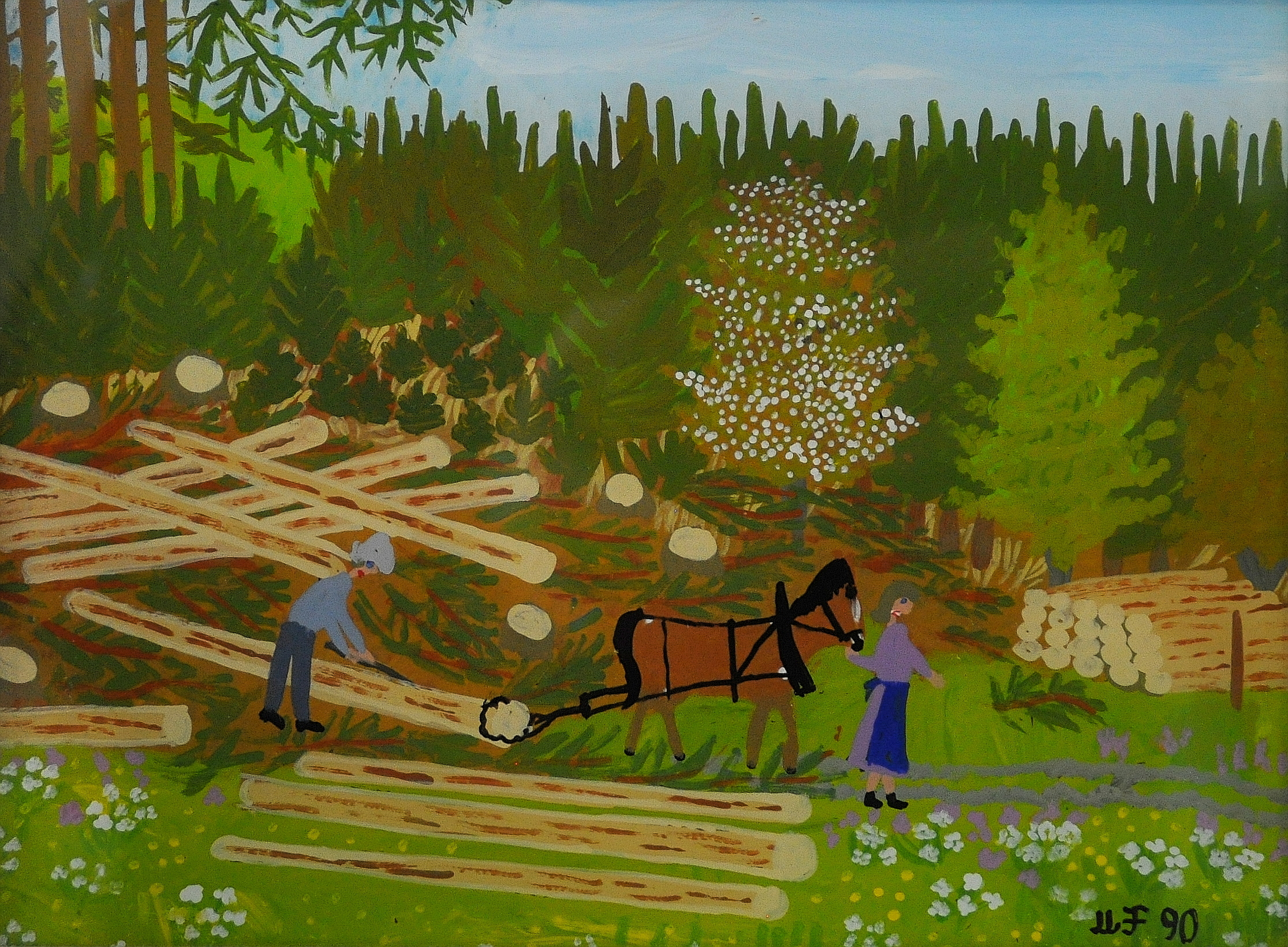
Arbeiten im Holz, Kreissparkasse Ravensburg
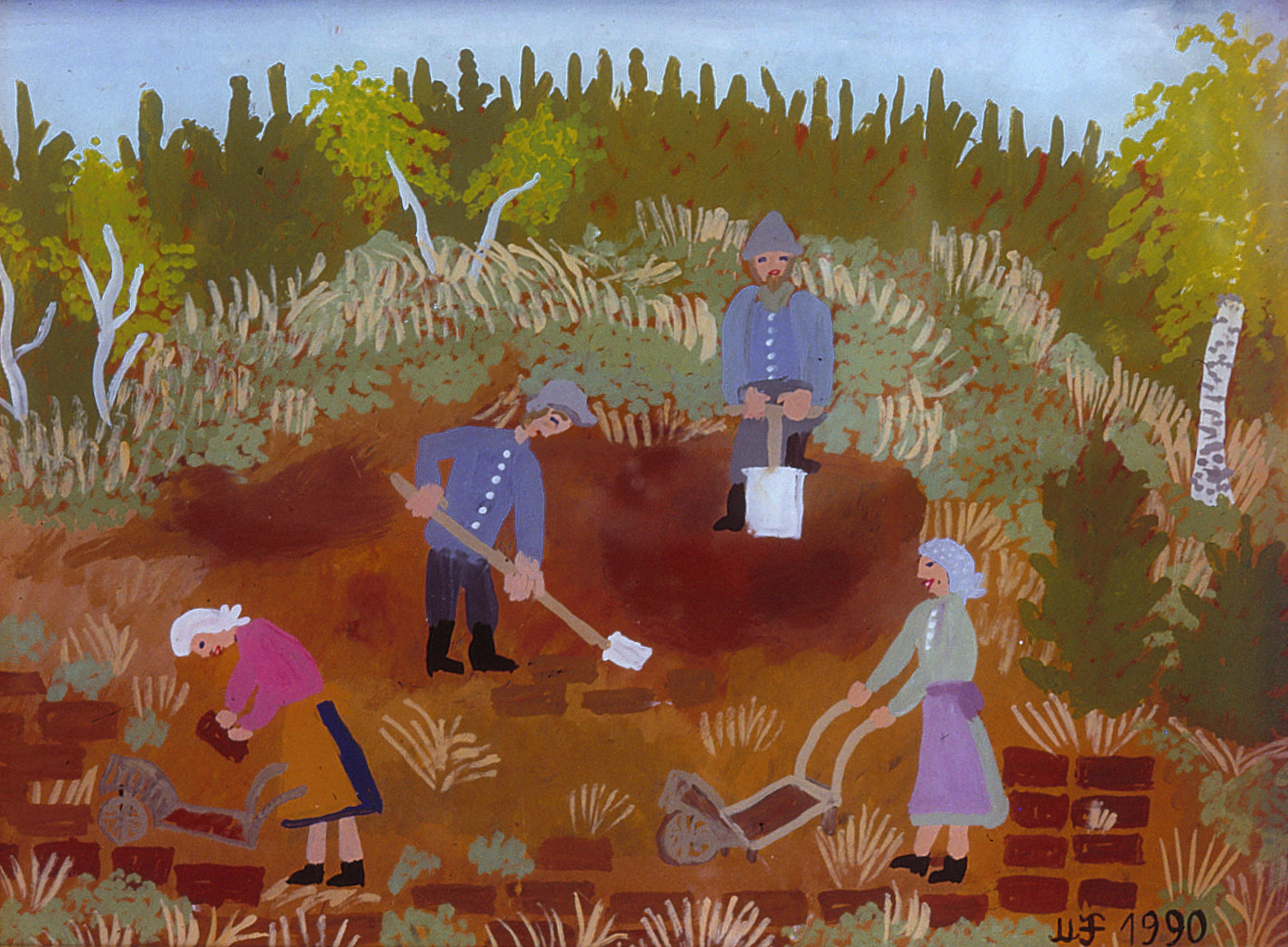
Arbeiten im Moos (Moor), Kreissparkasse Ravensburg
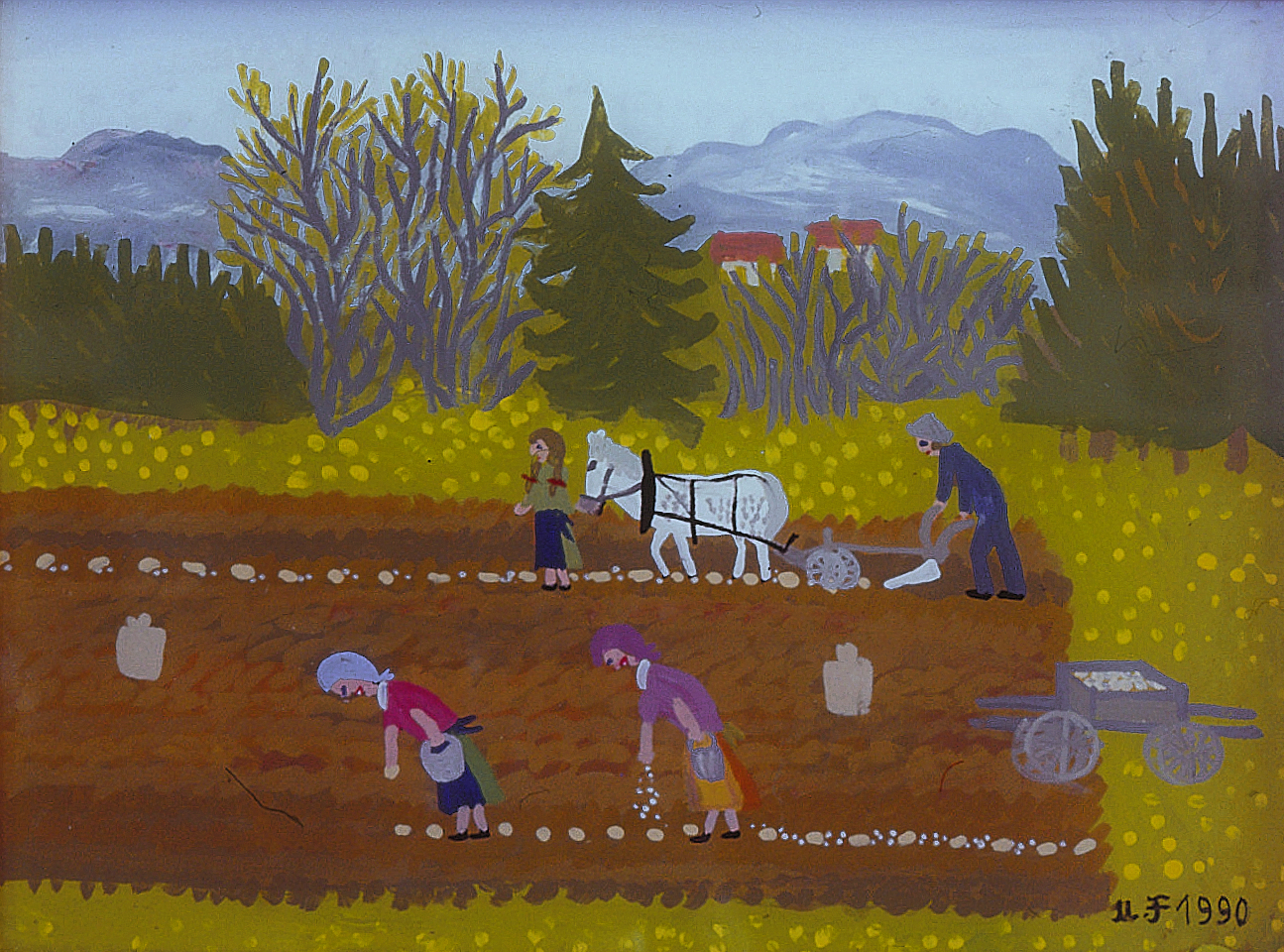
Kartoffeln legen, Kreissparkasse Ravensburg
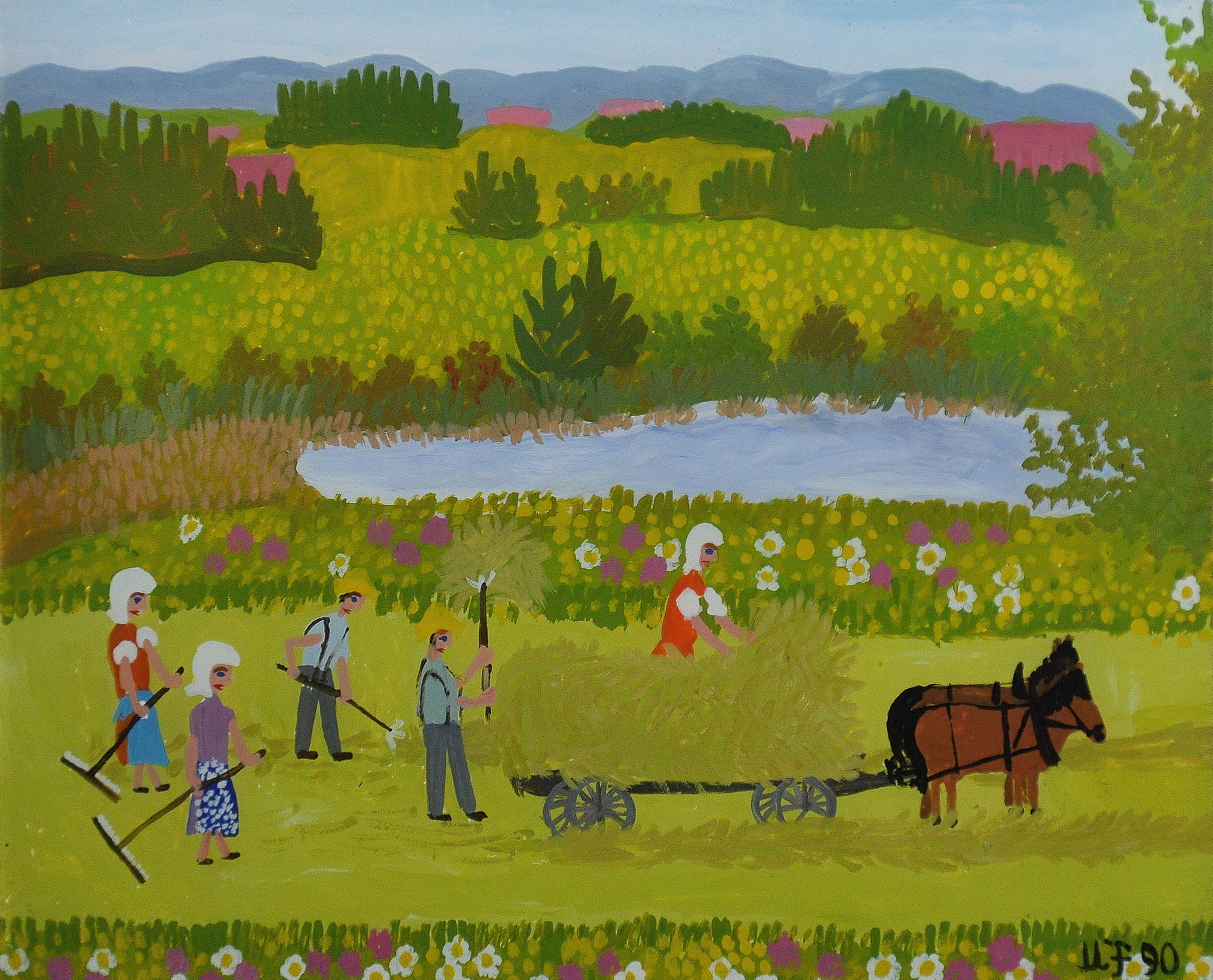
Heuernte am Weiher, Kreissparkasse Ravensburg
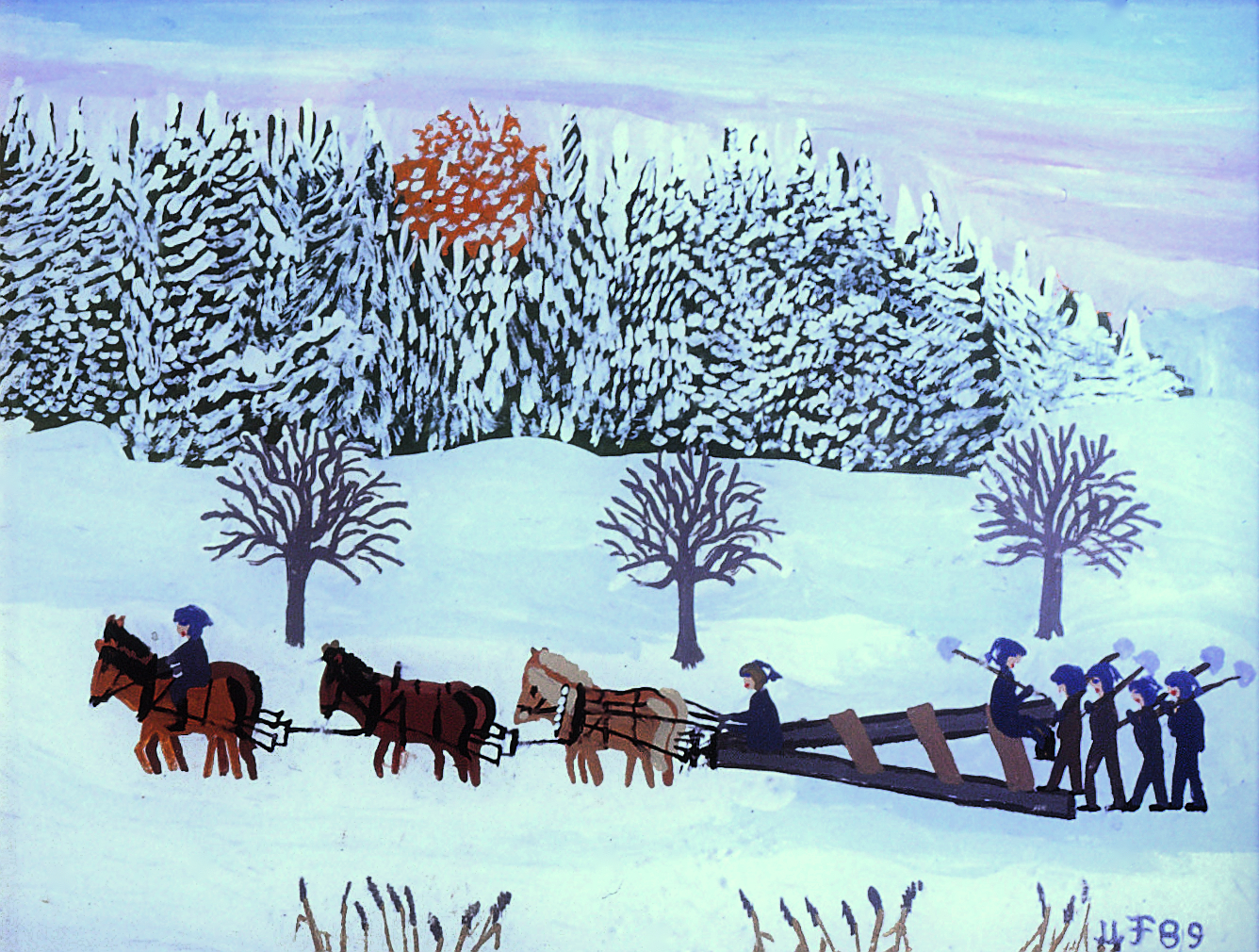
Schnee bahnen, Kreissparkasse Ravensburg
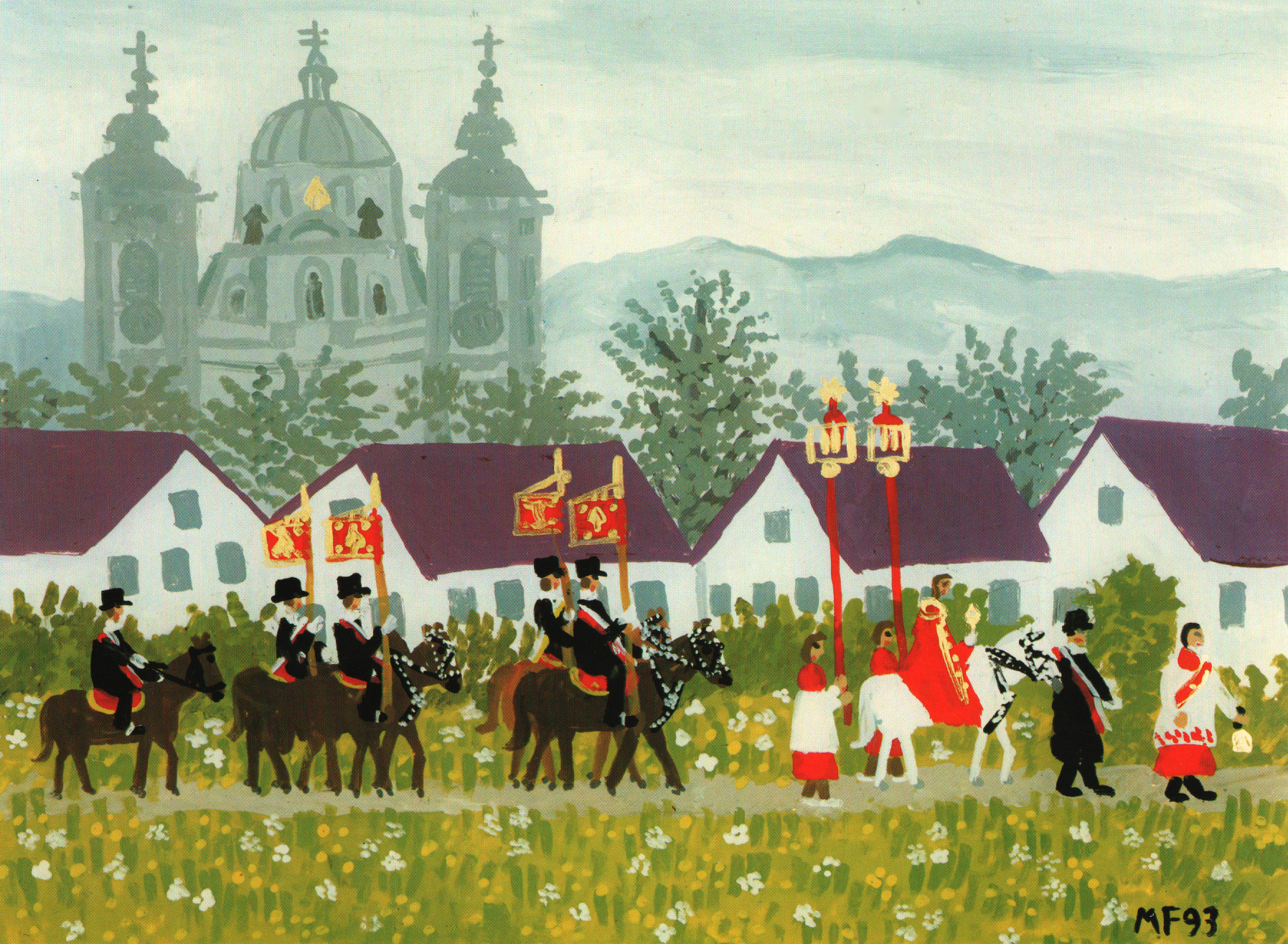
Weingartener Blutritt, Reitergruppe vor der Basilika, Stadt Weingarten
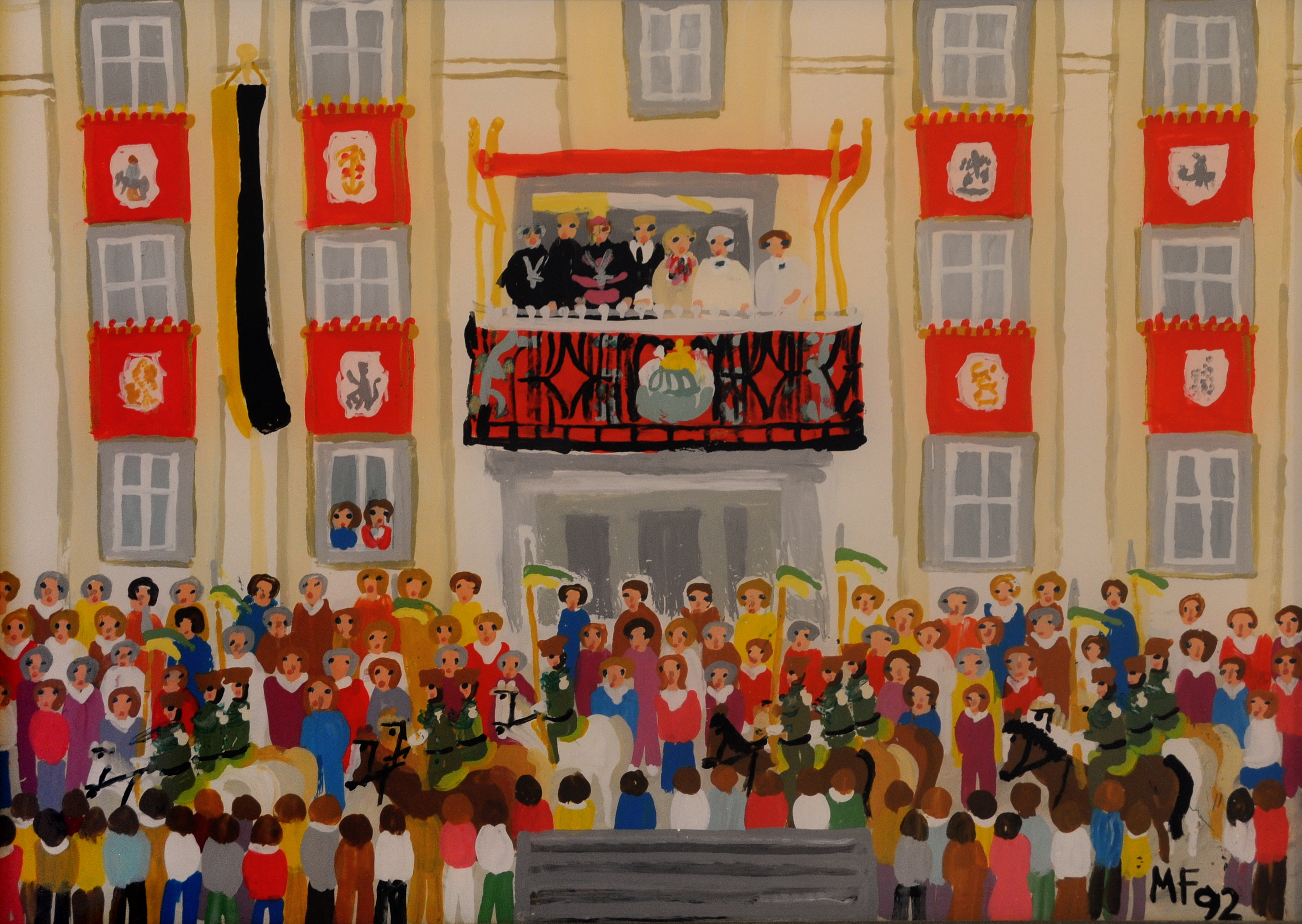
Weingartener Blutritt, Vor dem Rathaus, Stadt Weingarten

## Ehrungen
- 1973–1983: Teilnahme an jurierten Ausstellungen der Sonntagsmaler mit insgesamt vier Preisen
- 1977: Preis der Schutzgemeinschaft Deutscher Wald
- 1980 und 1981: Teilnahme bei der Olympiade der Freizeitmaler in Frankfurt
- 1981: Preis der Freizeitkunst Oberschwaben
- 1982: Preis der Europaunion

In Siggen erinnert ein Maria-Felder-Weg an die Künstlerin.